# Paralimnus aralensis
Paralimnus aralensis är en insektsart som beskrevs av Mitjaev 1975. Paralimnus aralensis ingår i släktet Paralimnus och familjen dvärgstritar. Inga underarter finns listade i Catalogue of Life.